# Регонди, Джулио
Джу́лио Рего́нди (итал. Giulio Regondi; 1822, Женева — 6 мая 1872, Лондон) — композитор, классический гитарист и исполнитель на концертине, бо́льшую часть жизни проведший в Великобритании.
С пяти лет жил в Лионе, где его воспитывал отчим, давший ему хорошее музыкальное образование. Уже в восемь лет Регонди выступал в Милане, затем в других крупных городах Европы, в том числе в Париже (1830) и Лондоне (1831), везде имея большой успех. Вскоре семья переехала в Лондон, где Регонди встретился с издателем Леонгардом Шульцем, печатавшим сочинения Мауро Джулиани, и польским гитаристом-семиструнником Марком Соколовским. Под впечатлением от исполнения последнего Регонди начал играть на особой восьмиструнной гитаре. С этим необычным инструментом музыкант выступал в Вене, Праге и Лейпциге как соло, так и в ансамбле с виолончелистом Йозефом Лидлем (высшей точкой этих гастролей стал концерт 31 марта 1841 года в лейпцигском Гевандхаусе, организованный Кларой Шуман). В более поздние годы Регонди освоил концертину и успешно выступал как солист и популяризатор этого нового по тем временам инструмента. Ему посвящён Концерт для концертины Бернхарда Молика, написанный в 1853 году. Сам Регонди также написал ряд сочинений для концертины, среди которых — два концерта, вариации на австрийскую тему и др. Его произведения для гитары включают вариации, ноктюрны, рондо, этюды и др.